# Monte Calisio
Il monte Calisio, detto anche Argentario, è una montagna di 1 097 m s.l.m. della provincia di Trento, suddivisa tra i comuni di Trento (circoscrizione Argentario) e Civezzano.

## Storia

### Preistoria
Le prime tracce dell'uomo in tutta la regione del Tirolo si sono ritrovate proprio qui, presso le pendici occidentali del monte Calisio, dove venne ritrovata nel 1971 una statuetta di forma femminile ottenuta da un corno di cervo, la cosiddetta "Venere del Gabàn".

### Epoca Romana
Nel 15 a.C. venne realizzata dal generale Druso la via Claudia Augusta, che permetteva il collegamento con Augsburg. Essa passava ove ora ci sono i centri abitati di Meano, Martignano e Cognola e a tratti coincide con i sentieri.

### Le miniere dell'Argentario
L'altopiano dell'Argentario una volta ospitava importantissime miniere di argento (da qui il secondo nome "Argentario" – attestato già nel 1174-1177 quale "mons argentariorum" in un documento dei Conti di Appiano a favore della Collegiata agostiniana di San Michele all'Adige – che viene utilizzato anche per indicare la circoscrizione di Martignano e Cognola) che fornivano l'argento al Tirolo e in particolare alla zecca di Merano.
Per questa ragione il codice minerario più antico d'Europa fu redatto proprio a Trento nel 1207 dal principe vescovo Federico Vanga (allora scritto Wanga) il quale contiene la "Carta laudamentorum et postarum factorum in monte Argentariae" (doc. 137 del 19 giugno 1208).
Le miniere, come quella della busa del Pomar, persero importanza nel Quattrocento in seguito alla scoperta della miniera di Schwaz presso Innsbruck.

### Storia attuale
Semiabbandonato per secoli, il monte viene riscoperto dal Novecento in poi con la crescita sempre più intensa dei centri abitati sopra nominati.
Sotto la sua cima, a circa 829 m s.l.m., si trovano i resti del forte Casara.

## Fortificazioni

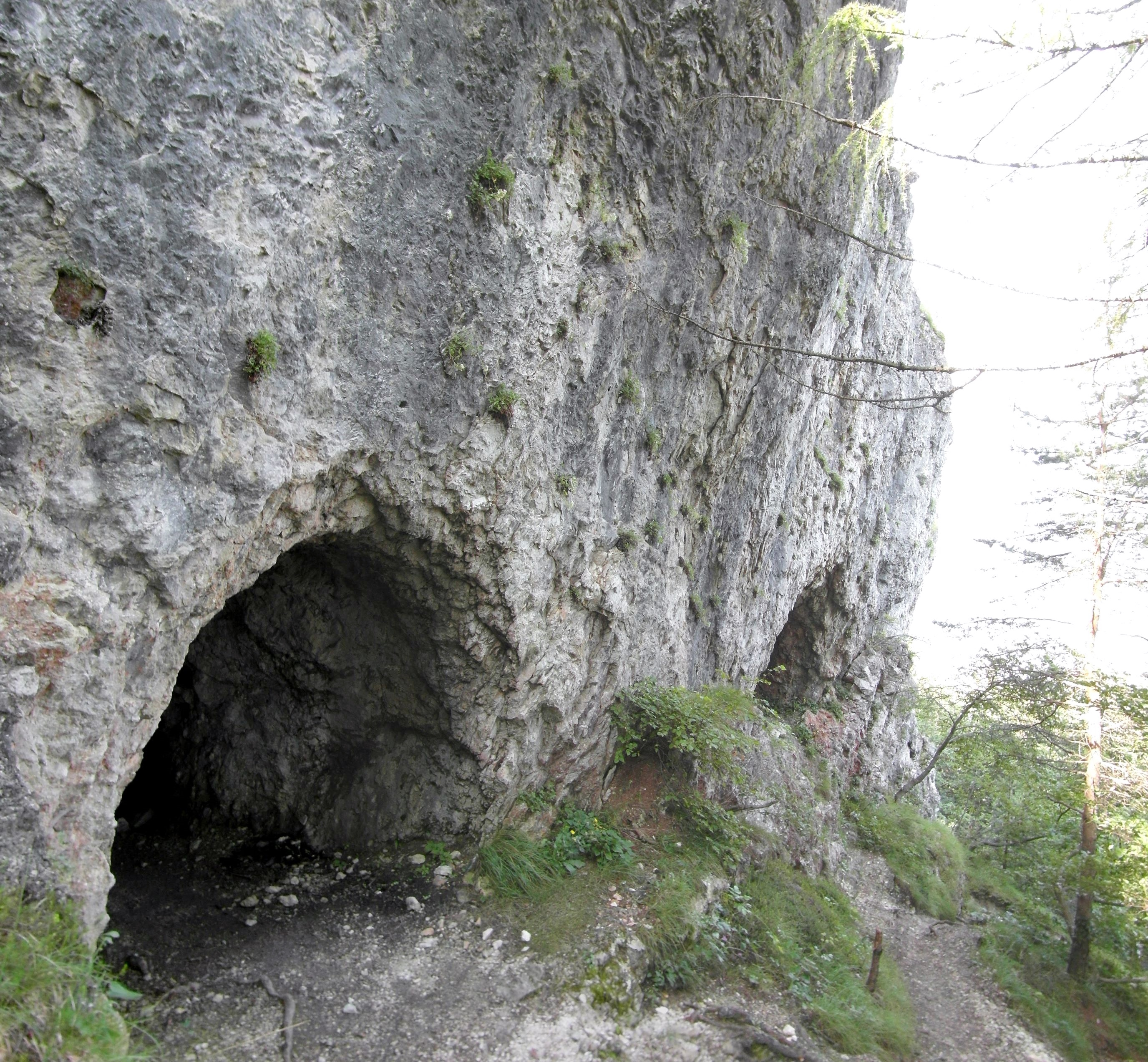
Ingresso dei tunnel

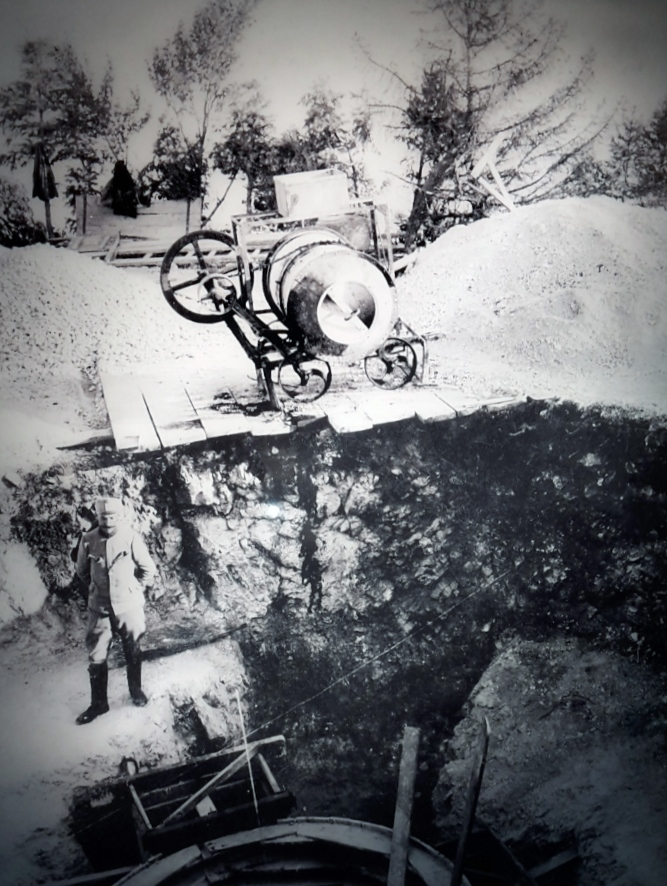
Costruzione batteria corazzata

La fortificazione sotterranea del monte Calisio era uno dei più grandi e moderni impianti della fortezza di Trento, realizzato dagli Austriaci. Lo scavo iniziò nell'agosto 1915 e venne ultimato in novembre, con uno scavo di circa 10000 tonnellate di roccia. La galleria aveva la classica forma a "H", costituito da due gallerie di 250 e 160 metri ciascuna, con un tunnel che le collegava. In seguito vennero aperti dei pozzi verticali da 10-12 metri in calcestruzzo per installare 2 obici in cupole corazzate, disposte a 68 metri l'una dall'altra, una grande distanza decisa dal maggior generale Steinhart. Sulla cima si possono ancora riconoscere le basi d'appoggio del cannone aereo da 9 cm/M16, dei riflettori e le altre strutture. L'inclinazione dei due tunnel assicurava il continuo ricambio d'aria.

## Sentieri

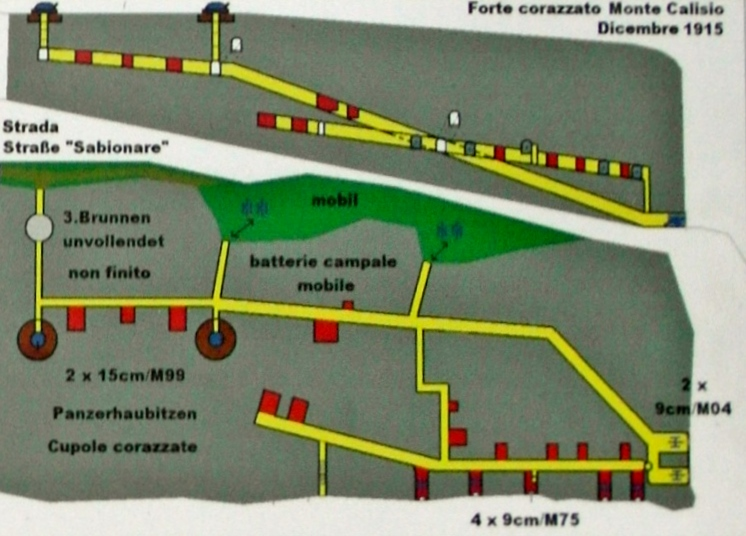
Mappa dei tunnel

Oggi il monte è sfruttato per il trekking urbano, vista la presenza di numerosi percorsi interamente nel bosco, spesso panoramici. È presente anche un sentiero natura.
I sentieri sono mantenuti dalla SAT (sottosezione del CAI) in collaborazione con l'Ecomuseo dell'Argentario.
L'ultima parte del sentiero per arrivare alla cima è percorribile in galleria.